# Бхатта, Сония
Сония Бхатта (англ. Soniya Bhatta; род. 4 января 2002) — непальская дзюдоистка. Участница летних Олимпийских игр 2020 года.

## Биография
Сония Бхатта родилась 4 января 2002 года.
В 2018 году заняла 5-е место на чемпионате Азии среди девушек и Кубке Азии среди девушек в Гонконге.
В том же году вошла в состав сборной Непала на летних юношеских Олимпийских играх в Буэнос-Айресе. В весовой категории до 44 кг проиграла в 1/8 финала Ане Виктории Пулиз из Хорватии. В командных соревнованиях в составе смешанной сборной Лос-Анджелеса в 1/8 финала выиграла у Сеула - 5:3, в четвертьфинале проиграла Афинам — 3:5.
В 2019 году завоевала бронзовую медаль Южноазиатских игр в Непале в весовой категории до 48 кг.
В 2021 году вошла в состав сборной Непала на летних Олимпийских играх в Токио. В весовой категории до 48 кг в 1/16 финала проиграла Ирине Долговой из России.19-летняя Бхатта была самой молодой участницей олимпийского женского турнира по дзюдо.
В том же году впервые участвовала в чемпионате Азии и Океании, где в весовой категории до 48 кг в первом же поединке уступила Айсулу Мусакуловой из Кыргызстана.